# Suçma
Suçma är en ort i Azerbajdzjan.   Den ligger i distriktet Şəki Rayonu, i den centrala delen av landet, 240 km väster om huvudstaden Baku. Suçma ligger 203 meter över havet och antalet invånare är 1 359.
Terrängen runt Suçma är kuperad åt nordost, men åt sydväst är den platt. Närmaste större samhälle är Byuyuk-Dakhne, 2,2 km nordväst om Suçma. 
Trakten runt Suçma består till största delen av jordbruksmark. Runt Suçma är det ganska glesbefolkat, med 38 invånare per kvadratkilometer.